# Ginnastica ai Giochi della XXXIII Olimpiade - Parallele asimmetriche
La finale alle parallele asimmetriche ai Giochi della XXXIII Olimpiade di Parigi si è svolta al Palazzo dello Sport di Parigi-Bercy il 4 agosto 2024.

## Programma
| Data           | Ora (UTC+1) | Turno                           |
| -------------- | ----------- | ------------------------------- |
| 28 luglio 2024 | 09:30       | Qualificazioni - Suddivisione 1 |
| 28 luglio 2024 | 11:40       | Qualificazioni - Suddivisione 2 |
| 28 luglio 2024 | 14:50       | Qualificazioni - Suddivisione 3 |
| 28 luglio 2024 | 18:00       | Qualificazioni - Suddivisione 4 |
| 28 luglio 2024 | 21:10       | Qualificazioni - Suddivisione 5 |
| 4 agosto 2024  | 15:40       | Finale                          |

## Risultati

### Qualificazioni
A causa della regola dei passaporti "two per country", l'accesso alla finale è consentito soltanto a due atlete per nazione.
| Pos. | Ginnasta       | Nazionalità   | D. Score | E. Score | Penalità | Totale | Note |
| ---- | -------------- | ------------- | -------- | -------- | -------- | ------ | ---- |
| 1    | Kaylia Nemour  | Algeria       | 7.1      | 8.500    |          | 15.600 | Q    |
| 2    | Qiu Qiyuan     | Cina          | 6.8      | 8.266    |          | 15.066 | Q    |
| 3    | Sunisa Lee     | Stati Uniti   | 6.4      | 8.466    |          | 14.866 | Q    |
| 4    | Nina Derwael   | Belgio        | 6.5      | 8.233    |          | 14.733 | Q    |
| 5    | Zhang Yihan    | Cina          | 6.4      | 8.300    |          | 14.700 | Q    |
| 6    | Alice D'Amato  | Italia        | 6.3      | 8.366    |          | 14.666 | Q    |
| 7    | Rebecca Downie | Gran Bretagna | 6.6      | 8.066    |          | 14.666 | Q    |
| 8    | Helen Kevric   | Germania      | 6.2      | 8.400    |          | 14.600 | Q    |
| 9    | Simone Biles   | Stati Uniti   | 6.2      | 8.233    |          | 14.433 |      |
| 10   | Rebeca Andrade | Brasile       | 6.1      | 8.300    |          | 14.400 |      |
| 11   | Sanna Veerman  | Paesi Bassi   | 6.4      | 8.000    |          | 14.400 |      |

### Finale
| Pos.    | Ginnasta       | Nazionalità   | D. Score | E. Score | Penalità | Totale | Note |
| ------- | -------------- | ------------- | -------- | -------- | -------- | ------ | ---- |
| Oro     | Kaylia Nemour  | Algeria       | 7.2      | 8.500    |          | 15.700 |      |
| Argento | Qiu Qiyuan     | Cina          | 7.2      | 8.300    |          | 15.500 |      |
| Bronzo  | Sunisa Lee     | Stati Uniti   | 6.4      | 8.400    |          | 14.800 |      |
| 4       | Nina Derwael   | Belgio        | 6.5      | 8.266    |          | 14.766 |      |
| 5       | Alice D'Amato  | Italia        | 6.4      | 8.333    |          | 14.733 |      |
| 6       | Helen Kevric   | Germania      | 6.4      | 8.166    |          | 14.566 |      |
| 7       | Rebecca Downie | Gran Bretagna | 6.5      | 7.133    |          | 13.633 |      |
| 8       | Zhang Yihan    | Cina          | 6.1      | 6.700    |          | 12.800 |      |